# RFL Championship 1995-96
El Championship de 1995-96 fue la 101.º edición del torneo de rugby league más importante de Inglaterra.

## Formato
Los equipos se enfrentaron en formato de todos contra todos en condición de local y de visitante, el equipo que terminó en la primera posición al finalizar el torneo se coronó campeón, mientras que no hubo descenso a la segunda división.
Se otorgaron 2 puntos por cada victoria, 1 por el empate y 0 por la derrota.

## Desarrollo

### Tabla de posiciones
| Pos. | Equipo            | Encuentros | Encuentros | Encuentros | Encuentros | Tantos | Tantos | Tantos | Puntos |
| Pos. | Equipo            | PJ         | PG         | PE         | PP         | F      | C      | Dif.   | Puntos |
| ---- | ----------------- | ---------- | ---------- | ---------- | ---------- | ------ | ------ | ------ | ------ |
| 1    | Wigan             | 20         | 18         | 0          | 2          | 810    | 316    | +494   | 36     |
| 2    | Leeds             | 20         | 14         | 0          | 6          | 552    | 405    | +147   | 28     |
| 3    | Halifax           | 20         | 12         | 1          | 7          | 456    | 463    | -7     | 25     |
| 4    | St. Helens        | 20         | 12         | 0          | 8          | 732    | 508    | +224   | 24     |
| 5    | Sheffield Eagles  | 20         | 10         | 0          | 10         | 482    | 528    | -46    | 20     |
| 6    | Castleford        | 20         | 9          | 1          | 10         | 448    | 566    | -118   | 19     |
| 7    | Bradford Northern | 20         | 8          | 0          | 12         | 418    | 476    | -58    | 16     |
| 8    | Oldham            | 20         | 8          | 0          | 12         | 382    | 535    | -153   | 16     |
| 9    | Warrington        | 20         | 7          | 0          | 13         | 443    | 514    | -71    | 14     |
| 10   | London Broncos    | 20         | 7          | 0          | 13         | 466    | 585    | -119   | 14     |
| 11   | Workington Town   | 20         | 4          | 0          | 16         | 317    | 610    | -293   | 8      |

|  | Campeón. |

| Bandera de Inglaterra  |
| Campeón Wigan Warriors |
| Décimo séptimo título  |